# エージェント・スティール
『エージェント・スティール』（原題：The Art of the Steal）は、2013年制作のカナダ・アメリカ合衆国のクライム・コメディ映画。日本では劇場未公開。

## あらすじ
弟のニッキーらと強盗団を率いるクランチはある時、ニッキーの裏切りに遭い刑務所送りとなった。
数年後、出所してバイクのスタントマンをしていたクランチはある日、ニッキーと再会する。クランチは怒りを爆発させながらも、ニッキーやかつての仲間たちと再び強盗団を結成、世界で最も貴重な本を盗み出す計画に乗り出す。
だが、2人はお互いに全く別の思惑を抱えており、それが原因で彼らの計画に狂いが生じ始める。

## キャスト
※括弧内は日本語吹替。
- クランチ・カルフーン：カート・ラッセル（相沢まさき）
- ニッキー・カルフーン：マット・ディロン（荒井勇樹）
- フランシー：ジェイ・バルチェル
- ローラ：キャサリン・ウィニック
- クリス・ディアマントポロス
- ケネス・ウェルシュ
- ジェイソン・ジョーンズ
- テレンス・スタンプ
- デヴォン・ボスティック